# Anton Hedman
Anton Hedman, född 15 maj 1986 i Stockholm, är en svensk före detta professionell ishockeyspelare. Hedman spelade bland annat för Modo Hockey, Luleå HF, Örebro HK och Djurgårdens IF i SHL.

## Biografi
Hedman har tidigare spelat för Västerås Hockey, Hammarby Hockey, Almtuna IS och Växjö Lakers i Hockeyallsvenskan, samt för Modo Hockey, Färjestads BK och Luleå HF i SHL. Han har spelat juniorhockey för Hammarby, Stocksunds IF och Djurgårdens IF samt i den kanadensiska ligan Ontario Hockey League.